# Karel Skoupý
Karel Skoupý (ur. 30 grudnia 1886 w Lipůvce, zm. 22 lutego 1972 w Brnie) – biskup brneński w latach 1946–1972.
Ukończył gimnazjum klasyczne w Brnie, a następnie seminarium duchowne. 16 lipca 1911 przyjął w Brnie święcenia kapłańskie. Był wikarym we Velkich Dyjákovicach. Już po roku został prefektem w seminarium duchownym w Brnie, gdzie pracował do 1919. 11 kwietnia 1918 otrzymał w Ołomuńcu doktorat z teologii. W latach 1923–1946 był rektorem seminarium duchownego w Brnie.
3 kwietnia 1946 został mianowany biskupem brneńskim. Święcenia biskupie przyjął 30 czerwca 1946. W 1950 został przez władze komunistyczne internowany w swojej rezydencji. 19 maja 1953 musiał opuścić diecezję. Powrócił do niej 22 czerwca 1968. W 1968 i 1970 spotykał się z papieżem w Rzymie.